# 진달래-3
진달래-3은 조선민주주의인민공화국의 만경대 해양 과학 기술사에서 2017년 6월 설계 및 제작된 스마트폰이다.

## 모델
기본 모델인 진달래-3와 폴더 방식 스마트폰인 진달래-6가 있음을 알수가 있고 가장 고가에 거래되고 있는 스마트폰임을 알수가 있다는 것이고 가장 서비스가 그나마 나은 정보를 주고 있음을 알수가 있다는 것이다.

## 안드로이드 운영체제

### 안드로이드 7.1.1 누가
안드로이드 OS 안드로이드 7.1.1 누가를 탑재하여서 출시를 하였음을 알수가 있고 가장 최신형으로써 출시하였음을 알수가 있다.

## 자료 봉사 2.0 앱스토어
조선민주주의인민공화국은 나의 길동무 서비스 이전에 자료 봉사 2.0이라는 서비스를 추진을 하였으며 이때 평양 스마트폰에 서비스가 시작이 되었음을 알수가 있었다. 이 이후 그외의 스마트폰에서도 서비스가 시작이 되었고 특히 전성 카드로 결제가 가능함을 알수가 있다.
역시 마찬가지로 자료 봉사 2.0 앱스토어 서비스는 나의 길동무와 같이 온라인 게임과 특히 전문 도서 및 외국 도서의 취급 및 동구권 영화 및 조선민주주의인민공화국 영화를 취급하고 특히 프로그램 다운로드도 가능하고 있음을 알수가 있다.
심지어는 미국 애니메이션도 시청이 가능하여 라이온 킹과 특히 쿵푸 팬더등 많은 미국 애니메이션을 시청을 할 수 있다고 알려져 있음을 알수가 있다.

## 나의 길동무 4.3 앱스토어
조선민주주의인민공화국에서는 원래는 봉사 시장이라는 오픈 마켓을 이용하였으나 2017년부터 나의 길동무 4.2 서비스를 시작하여 특히 나의 길동무라는 서비스를 이용하여 외국 도서 및 전문 도서와 특히 조선민주주의인민공화국 및 러시아, 인도 영화도 시청할 수 있는 것으로 확인이 되고 있음을 알수가 있다.
심지어는 미국 애니메이션도 시청이 가능하여 라이온 킹과 특히 쿵푸 팬더등 많은 미국 애니메이션을 시청을 할 수 있다고 알려져 있음을 알수가 있다. 
그리하여 150여개의 온라인 게임과 전문 도서 및 외국 도서 1,500여권, 900편이 넘는 조선민주주의인민공화국 및 동구권 영화외 동영상, 669곡의 화면 반주 음악을 구성하고 있음을 알수가 있다는 것이다.

## 진달래 3 스마트폰 데이터 서비스
고려링크에서 전문적으로 판매하거나 혹은 강성네트망으로 특히 평양 2423 스마트폰 등 많은 스마트폰에 데이터 서비스를 하여 특히 광명망으로 조선중앙통신이나 혹은 로동신문 등 신문을 보거나 혹은 류경 오락장 사이트에서 온라인 게임을 하거나 만방 동영상 서비스를 이용할 수 있다.
특히 만수대 TV에서 직접 운영하는 사이트인 목란비데오에서 미국 애니메이션과 특히 쿠바, 동구권 영화 및 인도 영화를 동영상 파일을 통하여 다운로드 받아서 시청할 수 있도록 조정을 하고 있어서 서비스가 많이 개방이 되어 있다.
그리고 현재는 평양 2423은 회피앱을 가지고 조선민주주의인민공화국의 금지 도서나 혹은 금지 동영상을 볼 수 있도록 조치를 해놓을 수 있도록 하였다는 말이 있을 정도로 자주 거래가 되고 있고 특히 조선민주주의인민공화국의 앱이나 혹은 동영상과 함께 회피앱으로 블루투스를 통하여 공유가 되고 있다.
하지만 지금은 스마트폰으로 우회접속을 하면 결국 K팝 들으면 갑자기 전원 꺼져서 결국 다운이 되고 있으며 이를 중국이 기술 이전을 하였을 가능성을 배제할 수가 없다.